# 理慶尼

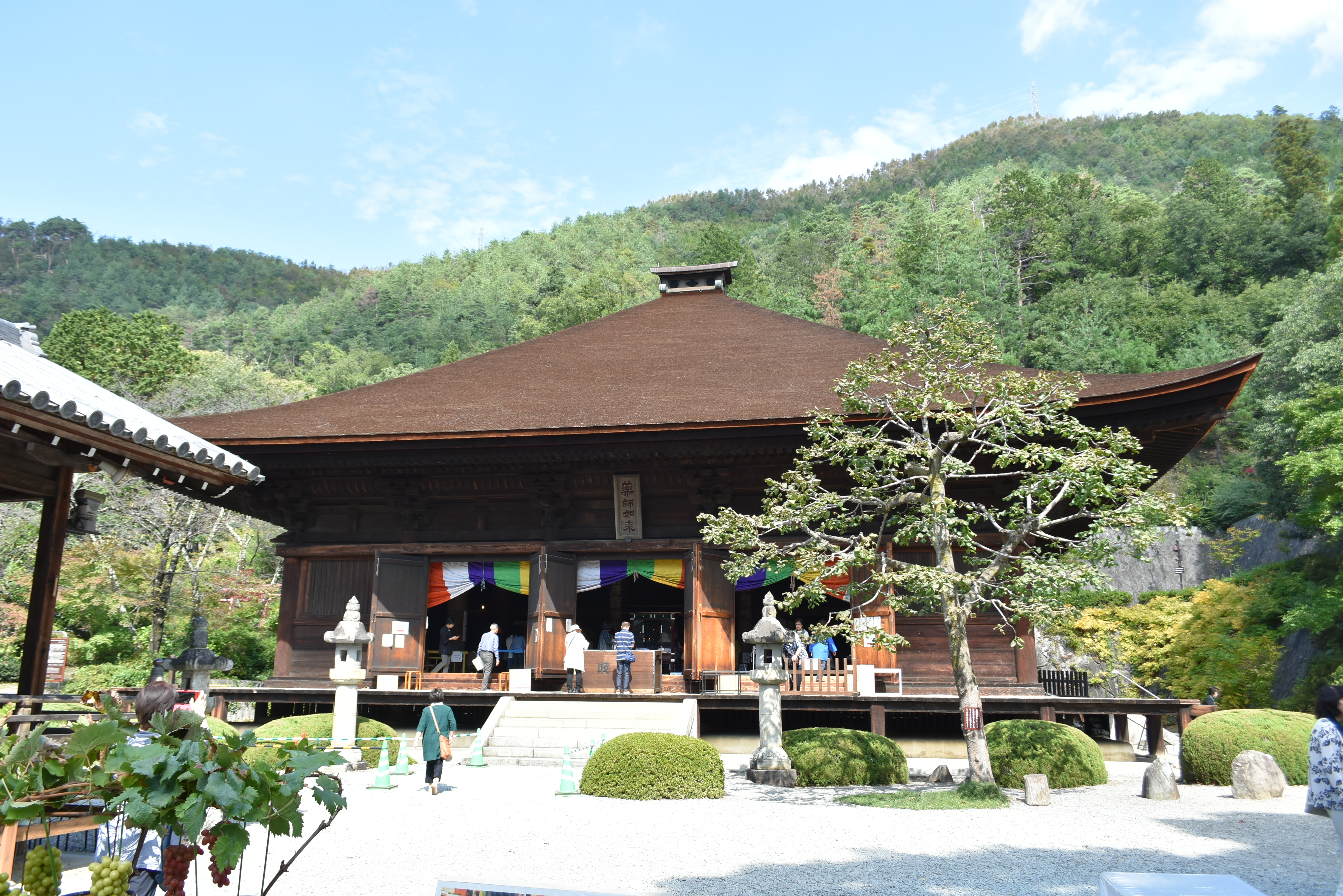
大善寺 国宝 本堂
（2018年10月10日撮影）

理慶尼（りけいに、享禄3年（1530年） - 慶長16年8月17日（1611年9月23日））は、戦国時代の女性。父は甲斐武田氏の一族・勝沼信友とされ、武田晴信（武田信玄）の従妹に当たる。俗名は松の葉、または松葉。勝沼信元、上野原加藤氏の名跡を継いだ加藤信厚の妹。

## 略歴
はじめ雨宮氏に嫁ぐ。『甲陽軍鑑』によれば、永禄3年（1560年）に越後国の上杉謙信の関東侵攻の際に「かつぬま五郎殿」が謙信の調略により謀反を企て、のち謀反の証拠となる文章が発見され、11月3日に武田信玄の命を受けた山県昌景に誅殺された。松の葉は雨宮織部正良晴（のちに景尚）に嫁していたが、雨宮家に累が及ぶことを懸念して離縁したという。
この「かつぬま五郎殿」は信友の子・信元とされるが、信友の没後に勝沼には府中今井氏の今井信甫が入府して勝沼今井氏となっており、永禄3年以降に勝沼今井氏の動向が見られないことから、「かつぬま五郎殿」は信甫の子・信良とする説もある。さらに理慶尼は信甫室の母で、「引導院日坏帳」によれば信甫室により天文14年（1545年）3月21日に高野山引導院において逆修供養が行われていることも指摘される>。
勝沼信元もしくは勝沼今井氏の滅亡後、勝沼（甲州市勝沼町勝沼）に所在する大善寺の慶紹を頼り、剃髪して尼となり理慶尼と号し小さな庵室を構えて暮らした。大善寺に来た時に懐妊しており、子を産むが男女は不明。
織田信長の甲州征伐が勃発すると、天正10年（1582年）3月3日、新府城から落ち延びた武田勝頼一行が大善寺に立寄る。勝頼は、兄の仇の子息ではあるが快く迎えて（良晴に嫁したのち勝頼の乳母となっていた）、同寺薬師堂に勝頼、勝頼夫人、武田信勝を迎えて理慶尼と4名で寝所を供にした。勝頼はここで小山田信茂の裏切りを知り、天目山に向かっている。
その後、武田家のことを物語調に 理慶尼記（武田勝頼滅亡記、大善寺蔵）に記し、高野山引導院へ納めたという。理慶尼は今井信甫室の母であることから武田氏滅亡時には高齢であったと推定されており、『理慶尼記』は理慶尼に仮託されて執筆された史料であるとする説もある。『理慶尼記』には異本として『朱稿本理慶尼乃記』があり、刊本には「甲州文庫」（山梨県立博物館収蔵）に含まれる天保8年（1837年）本などがある。『甲斐志料集成』（1935年）、清水茂夫『武田史料集』（1967年）、『甲斐叢書 第8巻』（1974年）などに収録。慶長16年（1611年）8月17日、大善寺で82歳で没した。子孫は代々大善寺の近くにあったが、享保年間に絶えている。